# You, Baby
You, Baby è un album discografico in studio di Nat Adderley, pubblicato dall'etichetta A&M/CTI Records nel 1968.

## Tracce
Lato A
1. You, Baby – 2:45 (Ivy Hunter, Jack Goga, Jeffrey Bowen)
2. By the Time I Get to Phoenix – 3:17 (Jimmy Webb)
3. Electric Eel – 4:55 (Nat Adderley)
4. Early Chanson – 2:22 (Joe Zawinul)
5. Denise – 3:55 (J. Wilson Turbinton, Earl J. Turbinton)

Durata totale: 17:14
Lato B
1. Early Minor – 3:42 (Joe Zawinul)
2. My Son – 4:27 (Caiphus Semenya)
3. New Orleans – 4:19 (Nat Adderley)
4. Hang on In – 3:27 (Eric Knight)
5. Halftime – 2:36 (Nat Adderley, Julian Adderley)

Durata totale: 18:31

## Musicisti
- Nat Adderley - cornetta
- Joe Zawinul - pianoforte
- Ron Carter - contrabbasso
- Grady Tate - batteria
- Al Brown - viola
- Selwart Clarke - viola
- Bernard Zaslav - viola
- Charles McCracken - violoncello
- George Ricci - violoncello
- Alan Shulman - violoncello
- Harvey Estrin - flauto
- George Marge - flauto, oboe
- Romeo Penque - flauto
- Jerome Richardson - flauto, sassofono soprano
- Joe Soldo - flauto